# 浮若閣摩爾宮
浮若閣摩爾宮（英語：Frogmore House）是一所由英國皇家財產局擁有的17世紀英國鄉村住宅，這是一棟歷史悠久的一級登錄建築。建築物位於浮若閣摩爾莊園內，該莊園本身位於伯克郡溫莎家庭公園內。在溫莎城堡以南800（0.50英里）處的浮若閣摩爾地段租給了許多租戶，直到18世紀後期，它才被間斷地用作英國皇室成員的住所。
夏洛特皇后花了很多時間在莊園上，此地後來成為維多利亞女皇的母親的住所。儘管浮若閣摩爾宮20世紀初偶爾被用作英國皇室的度假勝地，但自1872年以來，這所房子就一直空無一人。瑪麗皇后在結婚初期中經常待在那裡，一生中特別有興趣為這間房子配上家庭紀念品；而不列顛尼亞號的紀念品在20世紀後期由菲臘親王放置在那兒。在21世紀，英國皇室則用浮若閣摩爾宮來舉辦私人和官方活動。

## 歷史

### 早期住客
浮若閣摩爾莊園自16世紀以來一直歸英國皇室所有，然後租給了一系列皇室住戶。直到1680年，住客安妮·奧爾德沃斯和托馬斯·梅才開始建造浮若閣摩爾宮。建築物到1684年竣工，其被認為是休·梅的作品。休·梅是查理二世僱用的溫莎城堡建築師，也是住客托馬斯·梅的叔叔。
房屋的第一位皇室居民是第一代諾森伯蘭公爵喬治·斐茲洛伊，是查理二世和第一代克利夫蘭女公爵芭芭拉·帕爾默的私生子。公爵於1716年去世，但他的妻子繼續住在浮若閣摩爾直到1738年去世。其後有包括愛德華·沃爾波勒在內的住戶住在那裡，直到1792年喬治三世為他的妻子夏洛特皇后購置房屋。

### 皇室避難所
夏洛特皇后將房子用作自己和未婚女兒的鄉村度假勝地。他們將浮若閣摩爾當作遠離官式生活的「避難所」，在那裡他們可以進行練習繪畫、針線活、日式漆器，閱讀和研究植物等消遣方式。皇后對植物學的興趣體現在許多浮若閣摩爾房間中，包括由藝術家瑪麗·莫澤用彩繪花朵裝飾的房間。皇后十分注重花園，她在那裡種下了許多西班牙栗，金蓮花和樺樹，並籌建了許多裝飾性建築。
房屋本身狀況良好，但為了使其更適合皇家住客，詹姆斯·懷亞特受僱對浮若閣摩爾宮進行擴建和現代化改造。1795年至1804年期間，懷亞特擴大了第二層，在房屋的南北兩側增加了側樓涼亭，並為新的餐廳和圖書館騰出了空間。作為發展浮若閣摩爾花園計劃的一部分，夏洛特皇后在1801年建造了一個更簡單的度假屋，其現在稱為浮若閣摩爾別墅。夏洛特皇后在1818年去世時，她把房子留給了女兒奧古斯塔·索菲亞公主，她一直住在那裡直到1840年去世。

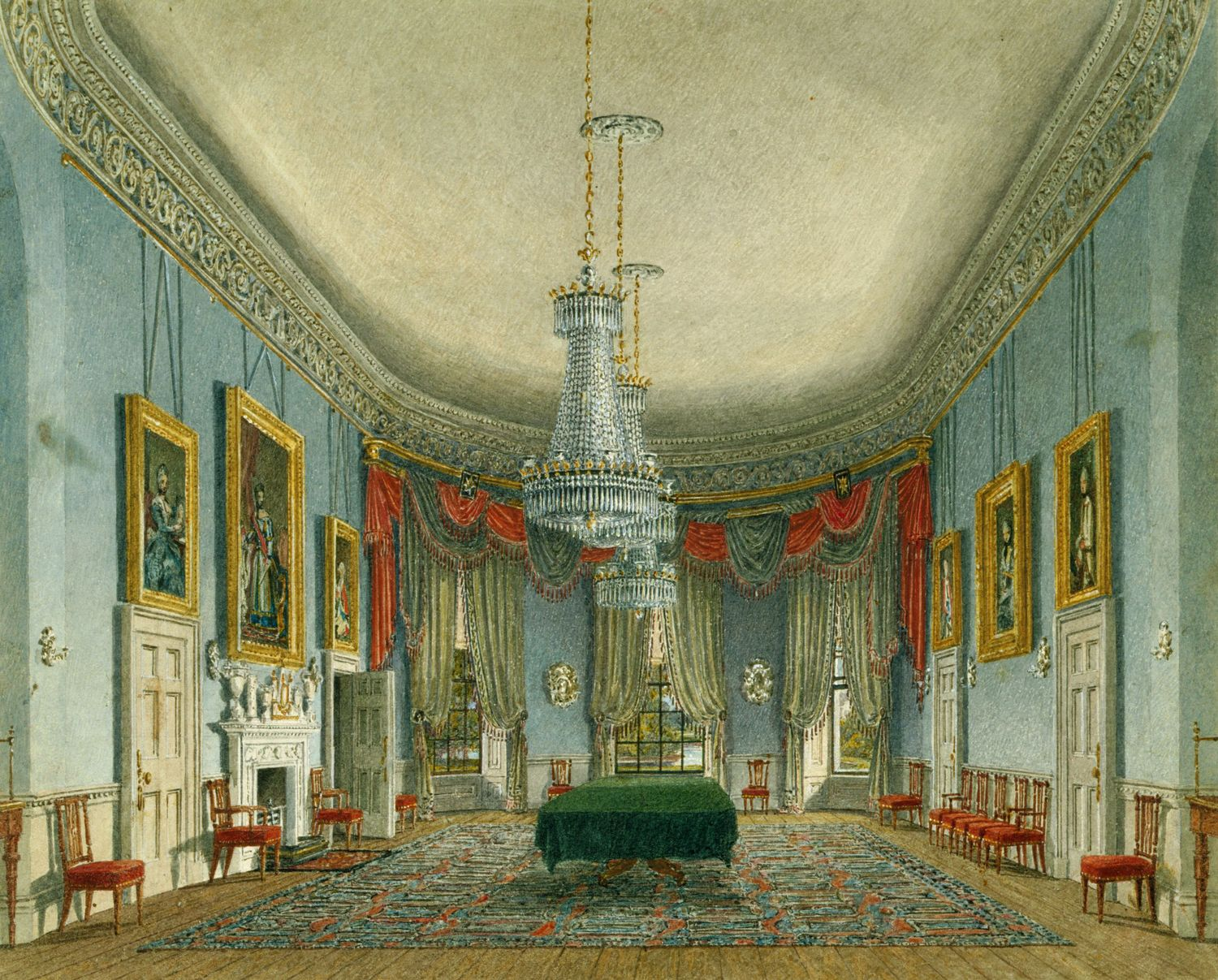
飯廳，1819年
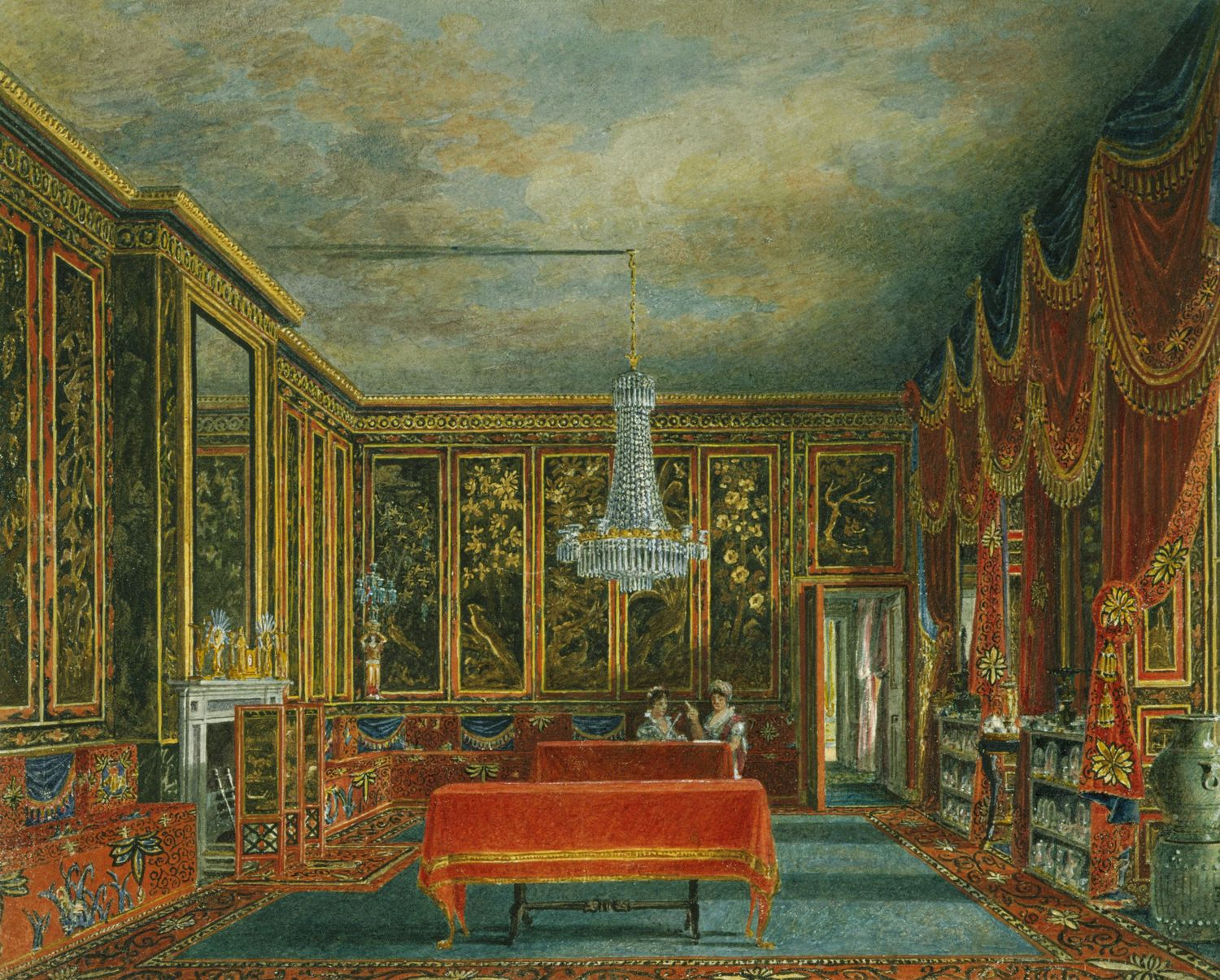
日本廳，1819年
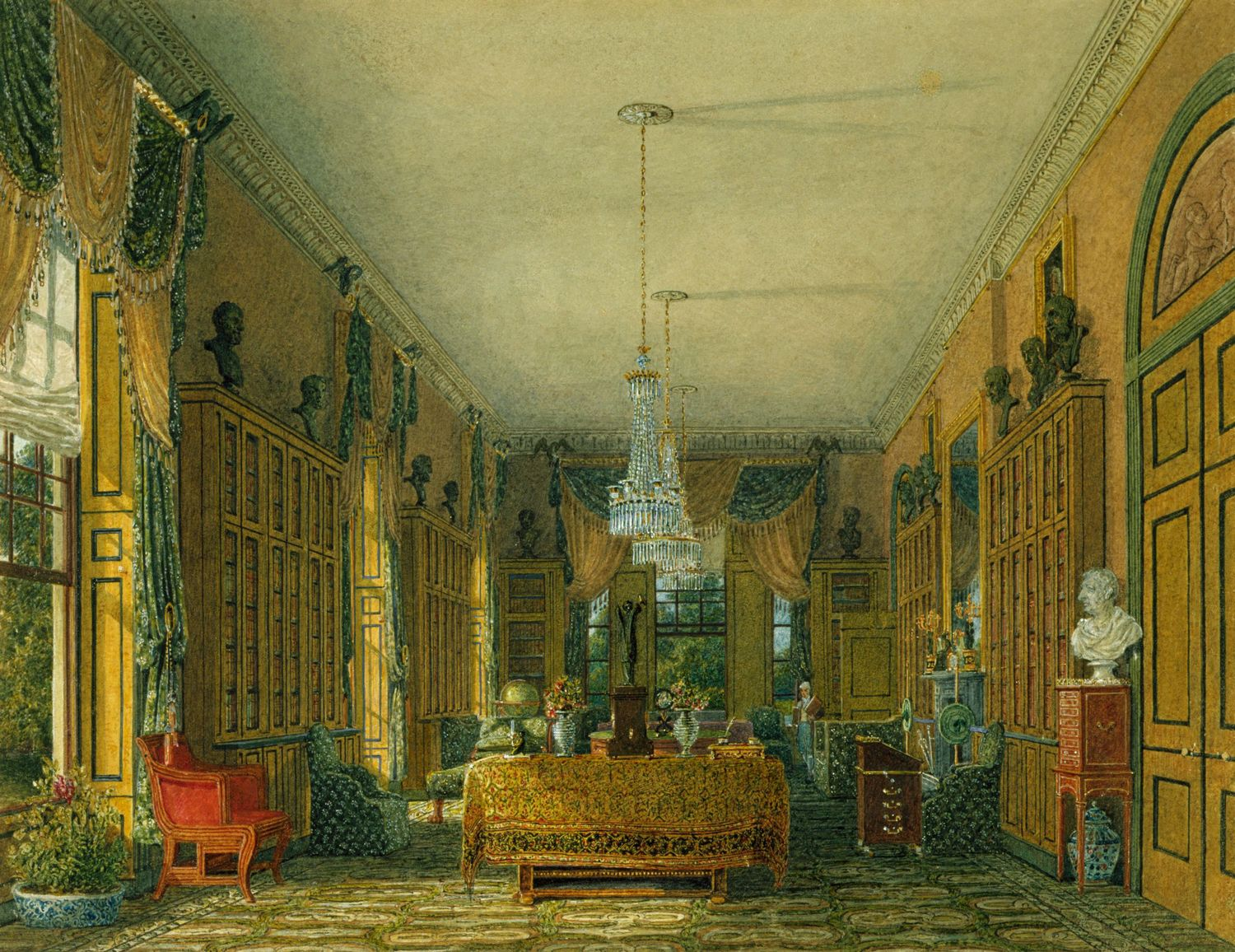
皇后圖書館，1817年
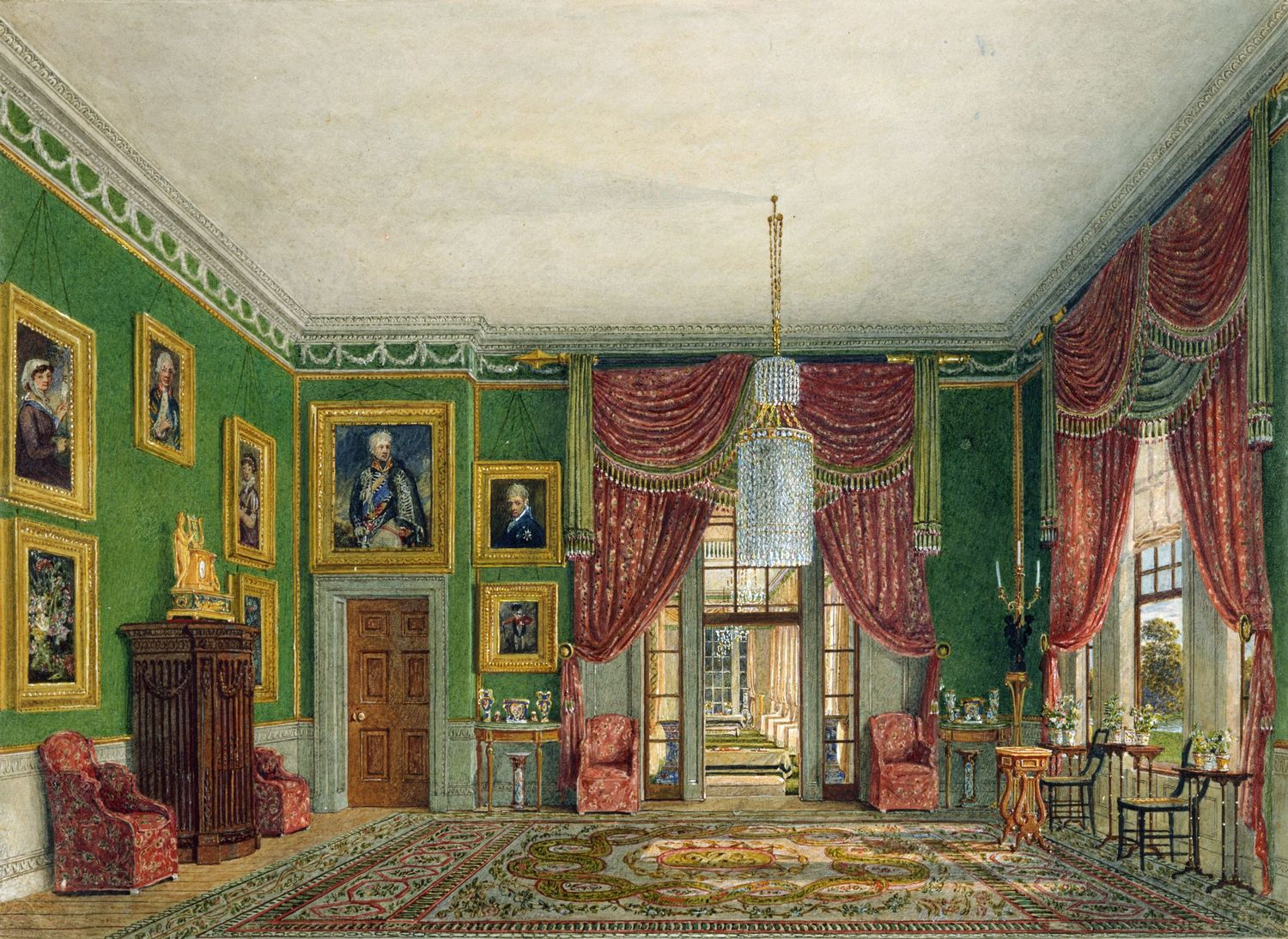
綠色閣樓，1817年

奧古斯塔·索菲亞死後，維多利亞女王將浮若閣摩爾交給了她的母親肯特公爵夫人。在此期間，房屋進行了許多改動。公爵夫人的口味與夏洛特皇后的口味大不相同，因此很多裝飾在公爵夫人時期就消失了。該房子在1841年至1861年肯特公爵夫人去世之前定期使用，維多利亞女皇經常來訪，並在此舉行許多私人家庭聚會。維多利亞寫如此形容浮若閣摩爾宮：「這一切都是和平與寧靜的，你只會聽到蜜蜂的嗡嗡聲、鳥兒的歌聲以及偶爾從養禽場發出的啼叫和咯咯叫聲！」

### 近期歷史
在19世紀餘下時間裡，浮若閣摩爾被間歇性地使用。亞歷山德拉王妃（當時的威爾士王妃）於1864年在該房子裡生下了她的第一個孩子亞厘畢·域陀王子，之後便成為維多利亞女皇三女海倫娜公主和丈夫石勒蘇益格-荷爾斯泰因的克里斯蒂安王子的家。海倫娜和她的丈夫於1872年移居坎伯蘭小屋。維多利亞女皇的曾孫路易斯·蒙巴頓於1900年在莊園出生。1902年至1910年，威爾士親王和王妃（後來的喬治五世和瑪麗皇后）是其常住居民。從1925年直到1953年瑪麗去世為止，瑪麗收集並整理使浮若閣摩爾宮成為皇室的紀念屋，稱其為「一個『家庭』紀念品博物館，以及一個『過去』博物館和奇趣橫生的博物館 。」在此期間，喬治五世於1925年允許他的親戚謝妮亞·亞歷山德羅芙娜女大公逃離俄羅斯二月革命時居住在浮若閣摩爾別墅。謝妮亞對她的表弟讓她留在浮若閣摩爾感到「非常感激」。到1937年3月，謝妮亞從浮若閣摩爾別墅遷居到漢普頓宮的原野之屋。自1928年以來，除了君主及其配偶以外，大多數皇室成員都被安葬在浮若閣摩爾皇家墓地。
1997年，不列顛尼亞皇家遊艇退役後，愛丁堡公爵菲臘親王用船上的一些物品為夏洛特皇后圖書館和約克公爵夫人飯廳提供了擺設。其中包括一個1950年代為不列顛尼亞建造的紅木桌子。
皇室繼續將房子用作娛樂活動，並在2008年5月伊利沙白二世的孫子彼得·菲利普斯迎娶奧特姆·凱利時用作婚宴的場所 。在2018年5月，其也被用於哈里王子和美瑾·瑪歌結婚後的招待會。

## 修復
在1980年代，這座房子經過了全面的修復，顯示了路易·拉格爾丟失的18世紀早期壁畫。還對綠色亭子進行了修復工作，以使其重現在夏洛特皇后居住期間的外觀。而在簷口、牆裙和煙囪上也完成了工作，保留了懷亞特的「特徵鮮明的細節」。到1990年竣工時，這些修復工程總共花費了250萬英鎊

## 外部鏈結
- 官方网站
- The Royal Collection Trust – Frogmore House （页面存档备份，存于） (includes details for visitors)
- Royal Windsor website – Frogmore House, Gardens & Mausoleum （页面存档备份，存于）
- Royal Berkshire History – Frogmore House （页面存档备份，存于）